# Seggiano
Seggiano es una localidad italiana de la provincia de Grosseto , región de Toscana, con 979 habitantes.

Ubicación de la ciudad de Seggiano dentro de la provincia de Grosseto.

## Evolución demográfica
| Gráfica de evolución demográfica de Seggiano entre 1861 y 2001 |
|                                                                |
| Fuente ISTAT - Elaboración gráfica por parte de Wikipedia      |